# Лотти Мань
Лотти Мань (англ. и фр. Lottie Magne; также Лотти Магне; род. 23 декабря 1998 года, Россия) — российская порноактриса.

## Карьера
Родилась в российском городе, расположенном недалеко от границы с Китаем. С восемнадцати лет работала ню-моделью, после чего в возрасте двадцати лет начала сниматься на вебкам-камеру.
Дебютировала в порноиндустрии в апреле 2020 года в возрасте 21 года. Спустя пять месяцев карьеры перешла в агентство JulModels Джулии Гранди, которая, помимо руководства агентством, также работает в качестве режиссёра и продюсера фильмов для компании Vixen Media Group (VMG). Весной 2021 года Лотти снялась для Vixen Media Group в фильме Lottie, состоящем из трёх сцен-эпизодов и снятыми Джулией Гранди под определённым брендом VMG — Vixen (первая сцена), Tushy (вторая сцена) и Blacked (третья сцена). Помимо Vixen Media Group, Лотти также снимается для студий Evil Angel, Hentaied, LegalPorno, LetsDoeIt, Little Caprice Dreams, MetArt, WowGirls и других в сценах мастурбации, традиционного, лесбийского, анального секса и двойного проникновения.
В августе 2021 года Лотти была впервые номинирована на премию XBIZ Europa Award в двух категориях: «Лучший новый исполнитель» и «Лучшая сцена секса — полнометражный фильм». Спустя месяц стала лауреатом данной премии, одержав победу за лучшую сцену секса в третьей сцене фильма Lottie. За совместную с Литтл Каприс сцену лесбийского секса Лотти в январе 2022 года выиграла премию AVN Awards в категории «Лучшая международная лесбийская сцена».
По данным сайта IAFD на ноябрь 2021 года, снялась в более чем 50 порносценах и фильмах.
В свободное от съёмок время занимается рисованием, публикуя свои работы на платформе Patreon под псевдонимом MAGNEFY.

## Награды и номинации
| Год  | Награда           | Результат | Категория                                                                                           | Фильм                                                     |
| ---- | ----------------- | --------- | --------------------------------------------------------------------------------------------------- | --------------------------------------------------------- |
| 2021 | XBIZ Europa Award | Победа    | Лучшая сцена секса — полнометражный фильм (вместе с Дарреллом Дипсом, Ликой Стар и Хесусом Рейесом) | Lottie                                                    |
| 2021 | XBIZ Europa Award | Номинация | Лучший новый исполнитель                                                                            | н/д                                                       |
| 2022 | AVN Award         | Победа    | Лучшая международная лесбийская сцена (вместе с Литтл Каприс)                                       | Caprice Divas Luscious                                    |
| 2022 | AVN Award         | Номинация | Лучшая новая иностранная старлетка                                                                  | н/д                                                       |
| 2022 | XBIZ Europa Award | Номинация | Исполнительница года                                                                                | н/д                                                       |
| 2023 | AVN Award         | Номинация | Лучшая международная лесбийская сцена (вместе с Джией Лиссой)                                       | The Spanish Stallion: Lottie Magne vs. Jia Lissa, Scene 4 |

## Избранная фильмография
- 2020 — A-Cup Euro Girls
- 2020 — Let Me Anal-yze You
- 2021 — Flame of Passion
- 2021 — Rowdy Roadhead Teens